# У Дхаммалока

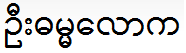
У Дхаммалока

У Дхаммалока (бирм. ဦးဓမ္မလောက;ок. 1856 — ок. 1914) — бирманский буддийский монах и общественный деятель ирландского происхождения, один из первых буддийских монахов европейского происхождения, известен своей просветительской деятельностью, участием в кампании за трезвость, публичными выступлениями против деятельности христианских миссионеров в Азии и как один из активных деятелей азиатского буддийского возрождения самого конца девятнадцатого века.
Дхаммалока был пострижен в Бирме до 1900 году, что делает его одним из самых ранних известных буддистских монахов западного происхождения. Он был знаменитым проповедником, энергичным полемистом и продуктивным редактором в Бирме и Сингапуре между 1900 годом и годами получения им судимости за подстрекательство к мятежу и апелляцией в 1910—1911 годах. Черпая идеи из работ западных авторов-атеистов, он публично бросал вызов роли христианских миссионеров в Бирме и косвенно Британской империи в целом.

### Молодость
Данные о молодых годах Дхаммалоки и его настоящем имени пока окончательно не установлены. Согласно некоторым сообщениям он называл себя тремя именами: Лоуренс Кэрол, Лоуренс О’Рурк и Уильям Кольвин. При случае он использовал литературный псевдоним «капитан Дейлайт». Признано, что он был ирландцем, почти наверняка родившимся в Дублине в 1850-х и эмигрировавшим в Соединённые Штаты, возможно через Ливерпуль. Проделав путь через всю территорию США в качестве рабочего-мигранта, он нашёл работу на транстихоокеанском лайнере. Оставив судно в Японии, он направился в Рангун, прибыв туда, вероятно, в конце 1870-х или в начале 1880-х, перед окончательным завоеванием Верхней Бирмы британцами.

### Бирманский период жизни
В Рангуне он нашёл работу счетовода в лесозаготовительной фирме, где затем увлёкся бирманским буддизмом, который активно исповедовали все вокруг. Приблизительно в 1884 году он принял постриг в качестве послушника под именем Дхаммалока. Получив полное посвящение около 1899 года, он начал работу как учитель (скорее всего в монастыре Тавой в Рангуне). К 1900 он получил статус старшего монаха монастыря и начал путешествовать с проповедями по всей Бирме, становясь известным как «ирландский pongyi» или «ирландский Буддист».
В 1900 году Дхаммалока начал общественную карьеру с двух прошедших в основном незамеченными объявлений, запрещающих христианским миссионерам распространять свои листовки и более драматической — и широко распространённой — декларации, сначала изданной в Акьябе, которая предупреждала буддистов об угрозе, которую представляли христианские миссионеры для их религии и культуры. В конце своего проповеднического тура 1901 года он сделал замечание находящемуся не при исполнении обязанностей британско-индийскому полицейскому в пагоде Шведагон в Рангуне в 1902 году по поводу ношения обуви, так как в Бирме буддисты не могут носить обувь на территории пагоды. Индийцы, также состоявшие на службе в колониальных полицейских силах, в своих религиозных учреждениях обычно ходили босиком, однако при посещении бирманских пагод ходили в обуви, выказывая этим серьёзную непочтительность. Попытки офицера полиции и британских властей предъявить монаху обвинения в подстрекательстве к мятежу и заставить администрацию пагоды осудить его потерпели неудачу, повысив его общественную репутацию. Позже в том же году он провёл второй проповеднический тур, привлекший огромные толпы людей.
После отсутствия в течение нескольких лет, вернувшись в Бирму в 1907 году, Дхаммалока основал Общество буддистских листовок (см. ниже). В декабре в Мандалае был проведён приём в его честь при участии сотен монахов, и он также встретился с новым Thathanabaing, официально признанным главой Сангхи; В начале 1908 года он провёл ещё один проповеднический тур и продолжал проповедовать до, по крайней мере, 1910 года и своего ареста по обвинению в подстрекательстве к мятежу.

## Деятельность в других азиатских странах

### Сингапур
За пределами Бирмы главной базой Дхаммалоки был Сингапур и другие Ближние Колонии (Пинанг, Куала-Лумпур, Ипох). В Сингапуре он поначалу жил у японского буддистского миссионера преподобного Оти, а затем в 1903 г. основал собственную миссию и бесплатную школу на Хэвелок-Роуд, поддерживаемую, главным образом, китайской общиной и видным местным шри-ланкийским ювелиром. В 1904 г. он посылал европейцев на постриг в Рангун (апрель) и самостоятельно провел публичную церемонию посвящения в послушники англичанина М. Т. де ла Курнёв (октябрь). В 1905 редактор ранее сочувствовавшей ему газеты Straits Times, Эдвард Александр Морфи (родом из Килларни, Ирландия), заклеймил его в газете как «мошенника».

### Япония
В 1902 году Дхаммалока неожиданно уехал из Бирмы, вероятно надеясь принять участие в Парламенте мировых религий, по слухам, проходившем в Японии. Хотя никакого парламента не было, японские источники свидетельствуют, что в сентябре 1902 года Дхаммалока посетил открытие Буддистской международной молодёжной ассоциации (IYMBA, Bankoku bukkyō seinen rengōkai) в Буддийском университете Таканава в Токио. Он был единственным неяпонцем, выступавшим в группе видных буддистских священнослужителей школы Дзёдо синсю и интеллектуалов, таких как Симадзи Мокураи. Присутствие Дхаммалоки в октябре на «студенческой конференции», проводимой в том же самом университете, в компании пожилой ирландско-австралийской теософистки Летиции Джефсон также отмечено американским автором Гертрудой Адамс-Фишер в её книге о путешествии 1906 года «Одинокая женщина в сердце Японии».

### Сиам
С февраля по сентябрь 1903 года Дхаммалока жил в Вате Бантавай в Бангкоке, где он основал бесплатную интернациональную англоязычную школу, пропагандировал буддистские общественные организации и предложил создать Буддийский мировой конгресс наподобие Буддистской международной молодёжной ассоциации (IYMBA). Очередные сведения о его пребывании в Сиаме, где он, возможно и окончил свои дни, относятся к 1914 году.

### Другие места
Также отмечено, что Дхаммалока имел обширные связи в Китае и на Цейлоне (где он публиковал свои листовки). Есть так же правдоподобные газетные сообщения о его визитах в Непал (1905 г.), Австралию (1912 г.) и Камбоджу (1913 г.). Заявление Дхаммалоки о визите в Тибет, задолго до экспедиции Янгхазбенда в 1904, остается неподтверждённым.

## Публикации
Дхаммалока издал большое количество материала, часть из которого, как было распространено в те дни, состояла из перепечатки или сокращенных версий произведений других авторов, главным образом западных атеистов или вольнодумцев, отдельные из которых отплатили ему взаимностью. В начале 1900-х Дхаммалока издал и переиздал несколько одиночных текстов, критикуя христианских миссионеров или в общих чертах излагая буддистские идеи.
В 1907 он основал Общество буддистских листовок в Рангуне, которое опубликовало большое количество подобных текстов. Первоначально оно было предназначено для издания десяти тысяч копий каждого из сотни текстов, и хотя неясно достигло ли количество наименований текстов сотенного рубежа, тиражи их были очень большими. К настоящему времени найдены как минимум девять экземпляров различных текстов или упоминаний о них, включая «Права человека и век разума» Томаса Пэйна, «Буддизм: наивысшая религия» Софии Эгорофф, «Учение Иисуса, неадаптированное к современной цивилизации» Джорджа В. Брауна, «Бог Библии, опровергнутый природой» Уильяма Э. Коулмана, и краткое содержание работы Роберта Блэчфорда.
Помимо всего этого Дхаммалока был активным газетным корреспондентом, предоставляя большое количество репортажей о своей собственной деятельности журналам в Бирме и Сингапуре (иногда под псевдонимом; Turner 2010: 155) и ведя переписку с атеистическими журналами в Америке и Великобритании. Его персона был также предметом частых комментариев в местной прессе Южной и Юго-Восточной Азии как миссионеров, атеистических авторов, так и авторов-путешественников, таких как Гарри Франк (1910).

## Скандалы
Взгляды Дхаммалоки было бесспорно провокационными. Как буддистский проповедник он уважал бирманских монахов за их превосходство над ним самим в знании буддизма и учил главным образом об угрозе, исходящей от миссионеров, которых он отождествлял с «бренди „Гайдинг стар“», «Святой Библией» или «картечницей Гатлинга», связывая между собой алкоголизм, христианство и британскую военную власть.
Неудивительно, что реакция на Дхаммалоку была неоднозначной. В Бирме он получил поддержку традиционалистов (ему было позволено встретиться с Thathanabaing, к нему с уважением относились старшие монахи, и в его честь был дан обед), бирманских крестьян (которые в больших количествах собирались послушать его проповеди, иногда по нескольку дней добираясь к месту назначения; известен как минимум один случай, когда женщины расстилали свои волосы у него на пути в качестве жеста большого уважения) и городских националистов (организовывавших его проповеднические туры, защищавших его в суде и т. д.; Turner 2010). Устные сведения также указывают на его широкую популярность в соседних странах. Хотя он был популярен в Сингапуре, особенно в среде китайской общины, исследование Бокинга показало, что в Японии и в Сиаме его успехи были скромнее.
С другой стороны, в Европе отношение к нему было в значительной степени враждебным, естественно в немалой степени благодаря миссионерам и властям, но также и некоторым журналистам (хотя другие его действительно ценили и публиковали его статьи без купюр). В целом он обвинялся во враждебности к христианству, в «неотёсанности», малообразованности и в смущении «местного населения».

## Судебное разбирательство и исчезновение
Дхаммалока как минимум дважды сталкивался с колониальной судебной системой в Бирме, в одном, а вероятнее всего в обоих случаях, будучи осуждённым по лёгким статьям. Тернер высказывает предположение, что так случилось по причине желания колониальных властей избежать политического позора в случае выдвижения более серьёзных обвинений и вследствие этого необходимости предъявить более весомую доказательную базу.
В период скандала с ношением обуви в пагоде Шведагон в 1902 г. Дхаммалоке вменяли высказывание «мы [Запад] у бирманцев сначала отобрали Бирму, и теперь хотим ещё и попирать их религию», признанное подстрекательским, враждебным колониальному государству и представлениям о европейском социальном превосходстве. После неудавшейся попытки властей собрать достаточное число свидетелей для обоснования обвинения в подстрекательстве к мятежу, было выдвинуто более лёгкое обвинение в нанесении оскорбления, и похоже на то, что Дхаммэлока в результате был осуждён за оскорбление по упрощённой процедуре, хотя мера наказания неизвестна.
В октябре и ноябре 1910 г. Дхаммалока выступал с проповедями в Моулмейне, что повлекло новые обвинения в подстрекательстве к мятежу, выдвинутые по наущению местных миссионеров. Свидетели показывали, что он описывал миссионеров как разносчиков Библии, виски и оружия, и обвинял христиан в безнравственности, жестокости и готовновсти разрушить бирманские традиции. Вместо полноценного обвинения в подстрекательстве к мятежу корона решила привлечь его по другой статье (раздел 108b), нацелившись на предотвращение его подстрекательских высказываний в будущем, что предусматривало более скромное бремя доказывания и упрощённую процедуру судебного разбирательства. Ему было предписано не нарушать общественное спокойствие и возложена обязанность представить двоих поручителей выполнения предписания суммой 1000 рупий каждый.
Этот суд был важен по ряду причин. Это был один из считанных случаев применения статьи за подстрекательство к мятежу (предназначенной для лишения индийских и бирманских журналистов возможности критиковать власти) против европейца, первый случай её применения в Бирме и прецедентного применения против националистов. На апелляции монаха защищал ведущий бирманский националист У Чит Хлэйнг, будущий президент Буддистской ассоциации молодёжи. Судьёй апелляционной инстанции, оставившим решение первой инстанции в силе, был г-н Дэниэл Х. Р. Туми (посвящённый в рыцари в 1917 г.), который стал автором авторитетной работы о согласовании буддийского канонического права и британского колониального закона и чья личность может быть любопытна учёным-религиоведам тем, что он приходится дедом антропологу Мэри Дуглас.
После неудачного обжалования обвинения действия Дхаммалоки стало труднее отследить. В апреле 1912 г. в издании «Таймс оф Цейлон» было опубликовано письмо. Переизданное в Калькутте и Бангкоке, оно якобы сообщало о смерти монаха в отеле для трезвенников в Мельбурне в Южной Австралии. Однако в июне того же года он появился в редакции «Singapore Free Press», чтобы опровергнуть это сообщение, мотивы которого остаются невыясненными.
Известно, что между 1912 и 1913 годами Дхаммалока ездил в Австралию (согласно сообщениям с целью посещения ежегодной пасхальной 1912 года встречи общества трезвости I.O.G.T. в Брисбене), в Поселения у пролива, в Сиам и Камбоджу; в 1914 г. один миссионер сообщил о том, что он живёт в Бангкоке и руководит «Siam Buddhist Freethought Association». Хотя до сего дня достоверная дата его смерти не установлена, во время Первой мировой войны о ней могли и не сообщить, случись она в пути, либо его действительно похоронили по традиционному монашескому обряду в одной из таких стран как Сиам или Камбоджа.

## Влияние и оценка деятельности
Дхаммалока в основном был забыт буддийской историей последующих лет, за исключением кратких упоминаний, основанных на газетном материале 1904 года.
На Западе большинство упоминаний о первых западных буддистах в основном связаны с последователями Ананды Меттейи, чьё Буддистское общество Великобритании и Ирландии было ключевым в формировании раннего британского буддизма. Эти упоминания обходят имя Дхаммалоки молчанием и строят генеалогию с монахов Асоки (Х. Гордона Дугласа), Ананды Меттейи (Аллана Беннетта) и Ньянатилоки (Антона Гуета). В отличие от Дхаммалоки Ананда Меттейя формировал образ учёного-джентльмена, избегал конфликтов с христианством и ставил целью обращение жителей Запада, а не поддержку бирманских и других азиатских буддистов. Воинственное стремление Дхаммалоки к буддистскому возрождению и интенсивная деятельность в азиатской буддистской среде ставят его в один ряд с такими фигурами, как Генри Стил Олькотт и Анагарика Дхармапала. В Бирме Дхаммалока занимает промежуточное положение между традиционалистами, ориентированными на простое восстановление монархии, и более открытыми националистами движения за независимость позднейшего периода. Его небирманское происхождение неудобно для более позднего националистического ортодоксального движения.
Отождествление Дхаммалокой буддизма со свободной мыслью и его последующее отвержение положений мультиверы в рамках буддизма Тхеравады были логичны. С точки зрения глобального буддизма того времени это объединяло его с буддистскими рационалистами и теми, кто ставил на буддистское возрождение как на способ сопротивления колониальному и миссионерскому христианству; это отличало его как от буддистов, вышедших из теософии, которые все религии воспринимали как одну единую веру, так и от тех, кто стремился к признанию буддизма мировой религией наравне с христианством, подразумевая равное признание и для последнего.
Во всём остальном его буддизм, кажется, был сосредоточен прежде всего на основных ежедневных заботах бирманских монахов того времени, главным образом правильном соблюдении винаи. В западных понятиях это отражало неустанное стремление, в частности низкорождённых вольнодумцев, утверждать, что мораль без угрозы религиозного наказания абсолютно возможна и его собственную озабоченность трезвостью.
В ирландской истории Дхаммалока выделяется как фигура, которая отвергла как католическую, так и протестантскую ортодоксию. Хотя он далеко не единственный ранний ирландский буддист или атеист, он всё же выделяется из их числа своим низким происхождением и католическим воспитанием, опровергая этим популярные истории, которые ещё совсем недавно рисовали Ирландскую республику единой в своем католицизме. Как и другие ранние ирландские буддисты, он явно стал «своим» в буддистской Азии, представляя антиколониальную солидарность, отмеченную работой в азиатских буддистских организациях и враждебностью к христианским миссионерам и империализму.

### Книги и главы из книг
- Cox, Laurence. Buddhism and Ireland: from the Celts to the counter culture and beyond. — Sheffield : Equinox, 2013.
- Cox, Laurence; Griffin, Maria (2011). The Wild Irish Girl and the "Dalai Lama of Little Thibet": the long encounter between Ireland and Asian Buddhism. In Olivia Cosgrove, Laurence Cox, Carmen Kuhling and Peter Mulholland (ed.). Ireland's New Religious Movements. Cambridge: Cambridge Scholars Publishing. pp. 53–73. ISBN 978-1-4438-2588-7.{{cite encyclopedia}}:  Википедия:Обслуживание CS1 (множественные имена: editors list) (ссылка)
- Franck, Harry Alverson. A Vagabond journey around the world; a narrative of personal experience. — Garden City, NY : Garden City Publishing, 1910.
- Sarkisyanz, Emanuel. Buddhist backgrounds of the Burmese revolution. — The Hague : M. Nijhoff, 1965.
- Song, Ong Siang. One hundred years of the Chinese in Singapore. — Singapore : University of Malaya Press., 1967. — ISBN 0-19-582603-5.
- Turner, Alicia. Buddhism, colonialism and the boundaries of religion: Theravada Buddhism in Burma 1885–1920 (PhD dissertation). — Chicago : University of Chicago, 2009.
- Tweed, Thomas. The American Encounter with Buddhism, 1844–1912: Victorian Culture and the Limits of Dissent. — Bloomington : Indiana University Press, 1992.

### Материалы конференций
- Cox, Laurence. Plebeian freethought and the politics of anti-colonial solidarity: Irish Buddhists in imperial Asia // Fifteenth international conference on alternative futures and popular protest. Maynooth University Research Archive Library. Manchester Metropolitan University (2010a).

### Журнальные статьи
- Bocking, Brian (2010a), "A man of work and few words?" Dhammaloka beyond Burma, Contemporary Buddhism, 11 (2), doi:10.1080/14639947.2010.530072
- Cox, Laurence (2009), Laurence O'Rourke/U Dhammaloka: working-class Irish freethinker, and the first European bhikkhu? (PDF), Journal of Global Buddhism, 10: 135–144, ISSN 1527-6457, Архивировано (PDF) 28 июня 2011
- Cox, Laurence (2010b), The politics of Buddhist revival: U Dhammaloka as social movement organiser (PDF), Contemporary Buddhism, 11 (2): 173–227, doi:10.1080/14639947.2010.530071, ISSN 1463-9947
- Skilton, Andrew; Crosby, Kate (2010), Editorial, Contemporary Buddhism, 11 (2): 121–124, doi:10.1080/14639947.2010.532369
- Turner, Alicia (2010), The Irish Pongyi in colonial Burma: the confrontations and challenges of U Dhammaloka, Contemporary Buddhism, 11 (2): 129–172, doi:10.1080/14639947.2010.530070
- Turner, Alicia; Cox, Laurence; Bocking, Brian (2010), Beachcombing, Going Native and Freethinking: Rewriting the History of Early Western Buddhist Monastics (PDF), Contemporary Buddhism, 11 (125–147), ISSN 1463-9947
- Tweed, Thomas (2010), Towards the study of vernacular intellectualism: a response, Contemporary Buddhism, 11 (2): 281–286, doi:10.1080/14639947.2010.530073

### Видео презентации
- Bocking, Brian (20 January), The study of religions in a smart society: inaugural lecture (WMV), University College Cork, Архивировано 2011-07-21 {{citation}}: Проверьте значение даты: |date= and |year= / |date= mismatch (справка)
- Bocking, Brian (2011), Lost Irish Buddhist (Flash)

### Другие публикации
- Batchelor, Stephen. Buddhism in the west: a brief history. Boeddhistische-Unie Belgie / Union Bouddhique Belge (2010). Дата обращения: 14 апреля 2016. Архивировано из оригинала 6 июля 2011 года.